# 22 Wojskowy Oddział Gospodarczy
22 Wojskowy Oddział Gospodarczy (22 WOG) – jednostka logistyczna Sił Zbrojnych Rzeczypospolitej Polskiej. Realizuje zadania zabezpieczenia finansowego i logistycznego jednostek i instytucji wojskowych na swoim terenie odpowiedzialności.

## Formowanie i zmiany organizacyjne
Na podstawie decyzji Ministra Obrony Narodowej nr Z-105/Org./P1 z 9 grudnia 2010 oraz rozkazu wykonawczego szefa Inspektoratu Wsparcia SZ nr PF-19/Org. z 9 marca 2011 rozpoczęto formowanie Oddziału. Z dniem 1 stycznia 2012 jednostka rozpoczęła statutową działalność .

21 czerwca 2011 jednostka budżetowa „22 WOG w Olsztynie” połączona została z jednostkami budżetowymi : 
- 8 batalionem radiotechnicznym w Lipowcu,
- 2 Ośrodkiem Szkolenia Kierowców w Ostródzie,
- Wojewódzkim Sztabem Wojskowym w Olsztynie.

## Symbole oddziału
Odznaka pamiątkowa
Minister Obrony Narodowej swoją decyzją nr 20/MON z 12 lutego 2013 wprowadził odznakę pamiątkową Oddziału.
Odznakę pamiątkową stanowi błękitny krzyż równoramienny z amarantowymi krawędziami o wymiarach 40 x 40 mm. Na górnym ramieniu krzyża umieszczona została liczba „22”, na ramieniu dolnym litera „O”. Na ramionach poziomych umieszczono litery „W” i „G”. Pomiędzy ramionami krzyża znajdują się: miecz  oraz kłos. Symbole obwiedzione są od góry wieńcem zębatym, a u dołu wieńcem laurowym. W centrum odznaki umieszczono herb województwa warmińsko-mazurskiego .
Oznaki rozpoznawcze
Minister Obrony Narodowej swoją decyzją nr 116/MON z 21 kwietnia 2016 wprowadził oznaki rozpoznawcze Oddziału .

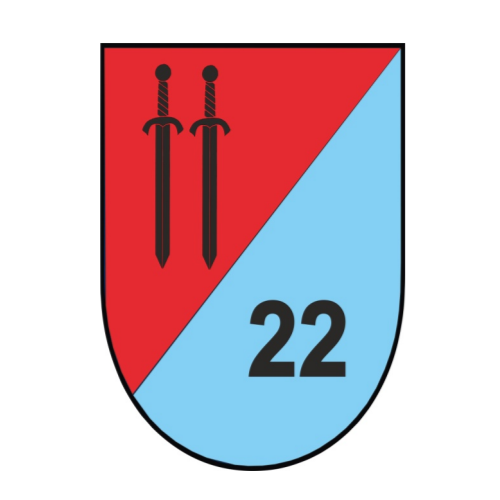
Oznaka rozpoznawcza na mundur wyjściowy
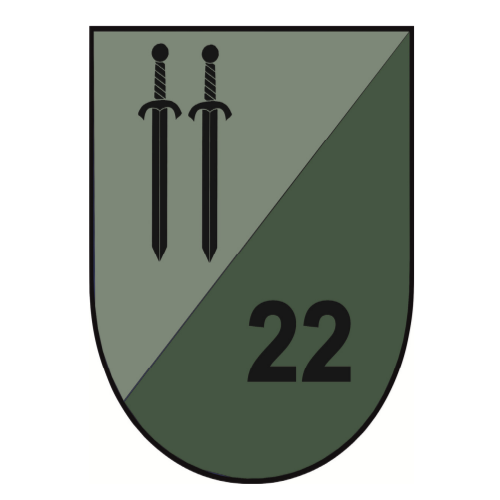
Oznaka rozpoznawcza na mundur polowy

## Żołnierze WOG
| Komendanci WOG              | Komendanci WOG          |
| Stopień, imię i nazwisko    | Okres pełnienia służby  |
| --------------------------- | ----------------------- |
| płk Paweł Czubkowski        | 1 IV 2011 – 7 IV 2017   |
| ppłk Jarosław Jastrzębowski | 3 VII 2017 – 19 VI 2019 |
| ppłk Wojciech Zych          | 19 VI 2019 – 22 IV 2022 |
| ppłk Piotr Sobański         | 1 X 2022 – 26 II 2024   |
| płk Waldemar Litwa          | 26 II 2024 - nadal      |